# Bernardino Baez
Bernardino Baez (Itá, ? — Uruguai, 1853) foi um militar paraguaio que lutou no exército uruguaio durante as guerras de independência.
Lutou ao lado de Giuseppe Garibaldi durante a Guerra Grande, comandou a cavalaria na Batalha de San Antonio. Em 19 de setembro de 1843, é derrotado por uma coluna de Urquiza, no passo Polanco, no Rio Negro.
Em 28 de dezembro  vence em Cuareim às tropas de Oribe, comandadas pelo coronel Lucas Moreno. 
Emigrou para o Rio de Janeiro, em 1846, onde publicou no  Jornal do Commercio, em 1849, A República do Paraguay e o gobernador de Buenos Aires ou discussão e exame das questões que Este tem promovido a República do Paraguay, editado em colunas paralelas, em português e francés, contendo artigos do El Paraguayo Independiente. 
Morreu em 1853, durante uma tentativa fracassada de revolução contra o triunvirato provisório no Uruguai.